# Richard Nixon
Richard Milhous Nixon (Yorba Linda, 9 de enero de 1913-Nueva York, 22 de abril de 1994) fue un abogado, militar, escritor y político estadounidense. Miembro del Partido Republicano, fue el trigésimo séptimo presidente de los Estados Unidos entre 1969 y 1974, año en que se convirtió en el único presidente en dimitir del cargo. Anteriormente, Nixon había sido vicepresidente de los Estados Unidos durante la presidencia de Dwight D. Eisenhower de 1953 a 1961, y antes de ello representó al estado de California en la Cámara de Representantes de Estados Unidos (1947-1950) y en el Senado de Estados Unidos (1950-1953).
Nixon nació en Yorba Linda, California. Después de terminar su licenciatura de estudios en Whittier College se graduó en leyes en la Duke University School of Law en 1937 y regresó a California a su práctica. Él y su esposa Pat se mudaron a Washington en 1942 para trabajar con el Gobierno Federal. Trabajó posteriormente en el servicio activo de la Marina de los Estados Unidos durante la Segunda Guerra Mundial. Nixon fue elegido a la Cámara de Representantes en 1946 y al Senado en 1950. Su investigación del Caso Hiss fortaleció su reputación como un líder anticomunista y lo elevó a una importancia nacional. Fue compañero de la fórmula electoral con Dwight D. Eisenhower en la nominación presidencial por el partido republicano en la elección de 1952. Nixon permaneció ocho años como vicepresidente, siendo el segundo vicepresidente más joven en la historia de EE. UU., a los cuarenta años. No tuvo el éxito deseado en la campaña presidencial de 1960, siendo derrotado por el candidato demócrata John F. Kennedy, además de perder la elección para gobernador de California ante Pat Brown en 1962, en la que muchos consideraban el fin de su carrera política. No obstante, en 1968, volvió otra vez a la carrera presidencial y fue elegido, derrotando al vicepresidente titular Hubert Humphrey y al exgobernador segregacionista George Wallace.
Nixon terminó la intervención de los Estados Unidos en la guerra de Vietnam en 1973 y trajo de regreso a casa a prisioneros de guerra (POW) y suspendió el servicio militar. En 1972 visitó a la República Popular de China para el inicio eventual de relaciones diplomáticas entre las dos naciones y el haber iniciado la detención de los Misiles Antibalísticos con la firma de un tratado con la Unión Soviética ese mismo año. Su administración generalmente transfirió el poder de Washington D. C. a los estados. Congeló los salarios e impuso el control de precios por noventa días, suspendiendo el patrón oro y transformando al dólar estadounidense en una moneda fiat (o por decreto) y fiduciaria al mismo tiempo. A nivel social obligó a la integración racial en las escuelas sureñas, estableciendo la Agencia de Protección al Medio Ambiente y el inicio de la Guerra contra el Cáncer. Nixon también presidió el alunizaje de la misión Apolo 11, con lo cual terminaba la carrera espacial. Fue reelecto en una de las más grandes victorias electorales en la historia de los Estados Unidos, en 1972 cuando derrotó a George McGovern.
En su segundo período presidencial, Nixon ordenó un puente aéreo para reabastecer las pérdidas israelíes en la guerra del Yom Kippur, resultando en el reinicio de la paz en el Medio Oriente y de la crisis del petróleo en casa. La administración de Nixon patrocinó el golpe de estado en Chile contra el gobierno del presidente Salvador Allende apoyando al dictador Augusto Pinochet a subir al poder pero un año antes, ocurrió un escándalo en el Complejo Watergate el cual empezó a crecer, costando a Nixon mucho apoyo político. El 9 de agosto de 1974 aceptó su participación por lo cual renunció a la presidencia siendo la única vez que un presidente de los Estados Unidos ha renunciado. Después de dicha renuncia, le fue otorgado un controvertido perdón por su sucesor Gerald Ford. A los veinte años de su retiro, Nixon escribió nueve libros y emprendió muchos viajes al extranjero, ayudando a la rehabilitación de su imagen como la de un antiguo hombre de estado y experto mundial en asuntos exteriores. Sufrió un ataque cerebral extenso el 18 de abril de 1994 y falleció cuatro días después a la edad de 81 años.

## Biografía
Nixon nació en Yorba Linda (California). Tras completar sus estudios de pregrado en Whittier College, se graduó en la Escuela de Derecho de la Universidad de Duke en Carolina del Norte y regresó a California para ejercer la abogacía. Se mudó a Washington D. C. para trabajar para el gobierno federal en 1942 junto a su mujer, Pat Nixon. En esta época, sirvió activamente en la Reserva Marina de Estados Unidos durante la Segunda Guerra Mundial. Nixon fue elegido a la Cámara de Representantes en 1946 y al Senado en 1950, donde se consolidó como líder anticomunista tras el papel clave que desempeñó en el caso de Alger Hiss. Fue el candidato a la Vicepresidencia de Estados Unidos en las elecciones de 1952 por el Partido Republicano. Ejerció como vicepresidente durante ocho años. Posteriormente, libró una campaña presidencial sin éxito en 1960, perdiendo contra John F. Kennedy, y más tarde perdió las elecciones para gobernador de California de 1962. Nixon fue elegido presidente en las elecciones presidenciales de Estados Unidos de 1968, derrotando a Hubert Humphrey. Nixon sigue siendo un personaje de gran interés para los historiadores.

## Infancia y juventud

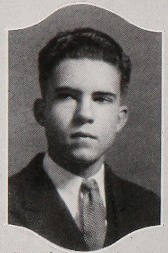
Foto de Richard Nixon en su último año de secundaria (1930).

Nació en el seno de una familia de agricultores, metodista el padre, y cuáquera la madre, ambos de origen humilde. El padre se convirtió al cuaquerismo tras la boda, después de haber servido en la Armada de los Estados Unidos durante la Primera Guerra Mundial.
Pronto se trasladaron a la localidad californiana de Whittier cuando el joven Richard tenía nueve años. Allí alternó sus estudios de primaria con su trabajo en la tienda de comestibles y en la gasolinera que administraban sus padres. Se graduó en 1934 por el Whittier College de California, a 19 km de Los Ángeles, y en 1937 por la Duke University Law School.

## Segunda Guerra Mundial

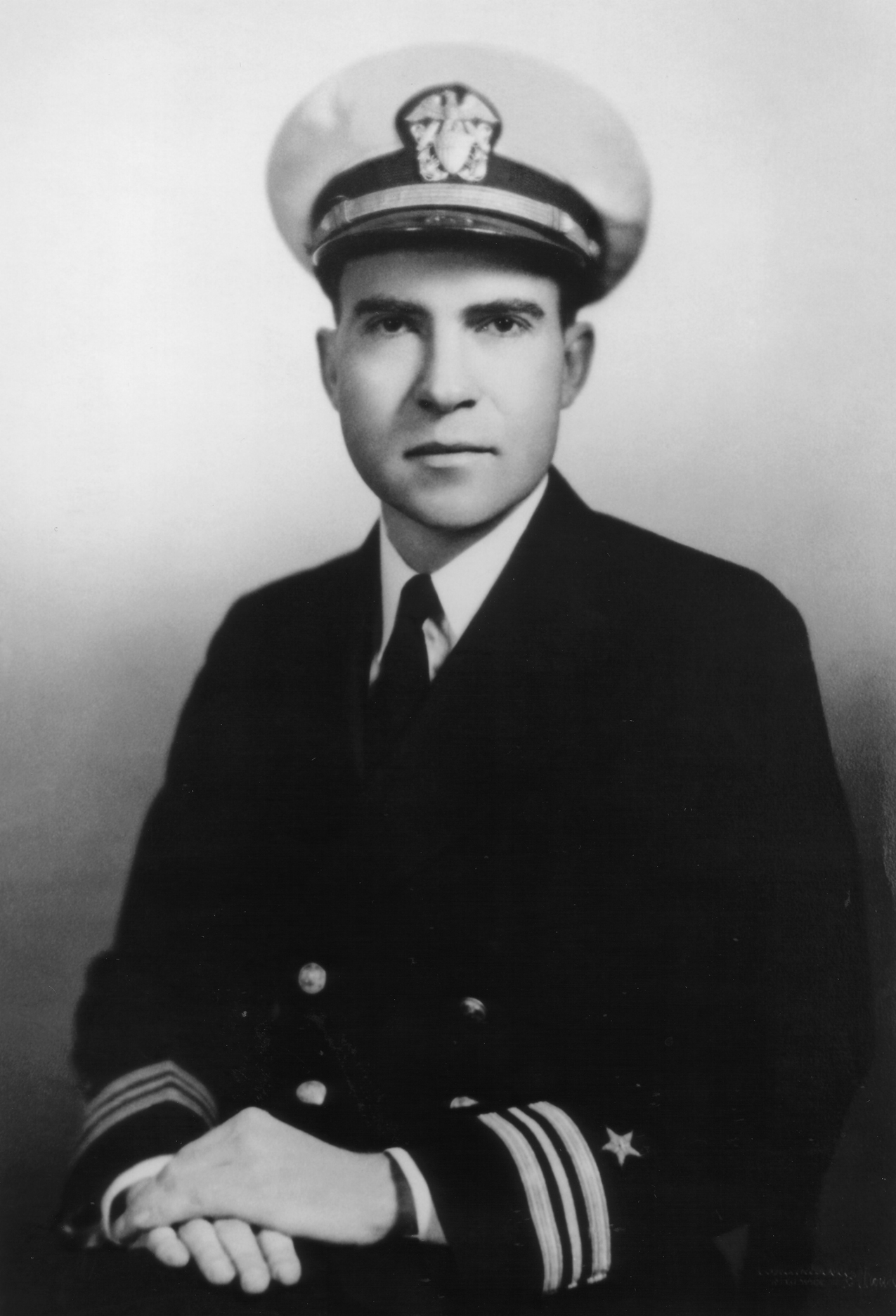
Capitán de corbeta Richard Nixon en la Armada de Estados Unidos, 1945.

Alistado en la Marina en 1942, sirvió en el Pacífico sur durante la Segunda Guerra Mundial.
Nixon estaba exento de realizar el servicio militar por dos motivos, ser cuáquero y por su trabajo en la Oficina de Administración de Precios, pero decidió no acogerse a ninguno de ellos y entró al servicio de la Armada de Estados Unidos en agosto de 1942. Fue entrenado en la Estación Naval Aérea de Quonset Point (Rhode Island), asignado a la Estación Naval Aérea de Ottumwa, Iowa, durante siete meses y reasignado como controlador de pasajeros aéreos navales del Comando de Transporte Aéreo de combate del Pacífico Sur, apoyando la logística de las operaciones del Teatro del Pacífico suroriental. Tras solicitar tareas que presentaran mayores desafíos, se le fueron asignando unidades en comando. Nixon regresó a Estados Unidos con dos medallas (aunque jamás estuvo en combate) y una recomendación, por lo que pasó a ser el oficial administrativo de la Estación Naval Aérea Alameda. En enero de 1945, fue transferido al Bureau of Aeronautics en Filadelfia para ayudar a negociar la conclusión de los contratos de guerra. Además, ayudó a revisar los documentos capturados a nazis y japoneses. Recibió por ello otra carta de recomendación, esta vez del secretario de la Marina James Forrestal. En octubre de 1945, fue promovido a capitán de fragata y renunció a su comisión de servicios el día de año nuevo de 1946.

Según varias de nuestras fuentes, del grupo de los 'antiguos espías', la carrera política de Richard Nixon comenzó en 1945, cuando era el oficial de la Marina asignado provisoriamente para revisar (...) documentos nazis capturados. Los documentos en cuestión revelaban los antecedentes durante la guerra de Karl Blessing, antiguo funcionario del Reichsbank, en aquel entonces jefe del cártel del petróleo nazi Kontinentale Öl A.G. Konti tenía una sociedad con el principal cliente nazi de Dulles I.G.Farben. Ambas compañías tenían antecedentes repugnantes sobre su trato de los judíos durante el Holocausto. Después de la guerra, Dulles no sólo "perdió" los antecedentes del Partido Nazi sobre Blessing, sino que ayudó a manipular una biografía falsa en el eternamente crédulo New York Times.
 John Loftus y Mark Aarons The Secret War Against the Jews.

Allen Dulles llegó a un acuerdo con el joven oficial de la marina reclutado por Prescott Bush, por un anuncio de periódico en 1941, que estaba revisando los archivos de la Konti. Nixon le ayudaría a enterrar los archivos de la Konti. Como retribución, Allen Dulles «ayudó a financiar la primera campaña parlamentaria de Nixon contra Jerry Voorhis».

## Inicios en la política

### Político en ascenso
En las elecciones de noviembre de 1946, Nixon fue elegido Representante (diputado) republicano a la Cámara de Representantes del Congreso de los Estados Unidos por el 12.º distrito congresional de California (un distrito que para esa época ocupaba territorio del Condado de Los Ángeles) para el período 1947-1949; fue reelegido para un segundo período (1949-1951), pero faltando menos de dos meses para concluir ese segundo mandato renunciaría para ser senador. En 1948 y 1949 se hace famoso como miembro del Comité de Actividades Antiamericanas durante la investigación del caso Alger Hiss. Su forma de actuar en el caso le permitió a Richard Nixon ser elegido para elaborar, conjuntamente con otros representantes, el Plan Marshall de ayuda económica a la Europa de posguerra. En las elecciones de noviembre de 1950 fue elegido senador por California al Senado de los Estados Unidos para el período 1951-1957.

### Carrera al Congreso (1947-1953)
Para obtener más información sobre las campañas electorales de Nixon en el Congreso, vea las elecciones de 1946 distritos electorales de California y la elección del Senado de los Estados Unidos de 1950 en California .

### Cámara de Representantes
En 1945, los republicanos en el distrito 12 del Congreso de California se vieron frustrados por su incapacidad para derrotar al congresista demócrata Jerry Voorhis y buscaron un candidato por consenso que realizara una fuerte campaña contra él. Formaron un "Comité de los 100" para decidir sobre un candidato con la esperanza de evitar las distensiones internas que previamente habían conducido a las victorias de Voorhis. Después de que el comité no pudo atraer a candidatos de alto perfil, Herman Perry, gerente de la sucursal del Whittier's Bank of America, sugirió a Nixon, un amigo de la familia con quien había servido en el Consejo de Administración de Whittier College antes de la guerra. Perry le escribió a Nixon en Baltimore. Después de una noche de conversaciones emocionadas entre los Nixons, el oficial naval respondió a Perry con entusiasmo. Nixon voló a California y fue seleccionado por el comité. Cuando dejó la Armada a principios de 1946, Nixon y su esposa regresaron a Whittier, donde Nixon comenzó un año de campaña intensiva. Sostuvo que Voorhis había sido ineficaz como congresista y sugirió que el respaldo de Voorhis por un grupo vinculado a los comunistas significaba que Voorhis debía tener puntos de vista radicales. Nixon ganó la elección, recibiendo 65 586 votos contra los 49 994 de Voorhis.

### Campaña de Nixon para el Senado de 1950
En el Congreso, Nixon apoyó la Ley Taft-Hartley de 1947, una ley federal que controla las actividades y el poder de los sindicatos, y formó parte del Comité de Educación y Trabajo. Formó parte del Comité Herter, que viajó a Europa para informar sobre la necesidad de ayuda externa de los Estados Unidos. Nixon era el miembro más joven del comité y el único occidental. La defensa por parte de los miembros del Comité Herter, incluyendo Nixon, condujo a la aprobación del Congreso del Plan Marshall.
En sus memorias, Nixon cuenta que se unió al Comité de Actividades No Americanas (HUAC) de la Cámara de Representantes "a fines de 1947". Sin embargo, él ya era miembro de la HUAC a principios de febrero de 1947, cuando escuchó a "Enemy Number One" Gerhard Eisler y su hermana Ruth Fischer. El 18 de febrero de 1947, Nixon se refirió a la beligerancia de Eisler hacia HUAC en su discurso inaugural ante la Cámara. También a principios de febrero de 1947, el representante de los Estados Unidos, Charles J. Kersten, le presentó al padre John Francis Cronin en Baltimore, quien compartió con Nixon su documento de 1945 de circulación privada "El problema del comunismo estadounidense en 1945" con mucha información de William C. del FBI (quien en 1961 encabezaría la inteligencia doméstica bajo J. Edgar Hoover ).
En mayo de 1948, Nixon copatrocinó un " Proyecto de ley de Mundt-Nixon " para implementar "un nuevo enfoque para el complicado problema de la subversión comunista interna ... Proporcionó el registro de todos los miembros del Partido Comunista y requirió una declaración de la fuente de todo el material impreso y emitido por las organizaciones que se consideraron frentes comunistas ". Se desempeñó como gerente de piso para el Partido Republicano. El 19 de mayo de 1948, el proyecto de ley fue aprobado por la Cámara de Representantes por 319 a 58, pero no fue aprobado por el Senado. (La Biblioteca Nixon cita el pasaje de este proyecto de ley como la primera victoria significativa de Nixon en el Congreso.)
Nixon ganó atención nacional por primera vez en agosto de 1948 cuando su persistencia como miembro de HUAC ayudó a romper el caso de espionaje de Alger Hiss. Si bien muchos dudaron de las afirmaciones de Whittaker Chambers de que Hiss, un exfuncionario del Departamento de Estado, había sido un espía soviético, Nixon creyó que eran verdad y presionó para que el comité continuara su investigación. Bajo demanda por difamación presentada por Hiss. Chambers presentó documentos que corroboraban sus acusaciones. Estas incluían copias en papel y microfilm que Chambers entregó a los investigadores de la Cámara de Representantes después de haberlas escondido durante la noche en un campo; se hicieron conocidos como los "Papeles de calabaza" Hiss fue condenado por perjurio en 1950 por negar bajo juramento que hubiera pasado documentos a las cámaras. En 1948, Nixon se presentó con éxito como candidato en su distrito, ganó las dos primarias principales del partido y fue reelegido cómodamente.

### Senado
En 1949, Nixon comenzó a considerar postularse para el Senado de los Estados Unidos contra el titular demócrata, Sheridan Downey, y entró en la carrera en noviembre. Downey, Enfrenta a una batalla amarga primaria con la representante Helen Gahagan Douglas, anunció su retirada en marzo de 1950. Nixon y Douglas ganó las elecciones primarias y se involucraron en una campaña en litigio donde la actual guerra de Corea fue un problema importante. Nixon intentó centrar la atención en el récord de votación liberal de Douglas. Como parte de ese esfuerzo, una " Hoja Rosada" fue distribuida por la campaña de Nixon, lo que sugiere que, dado que el historial de votaciones de Douglas fue similar al del congresista de Nueva York Vito Marcantonio (que algunos creen que es comunista), sus opiniones políticas deben ser casi idénticas. Nixon ganó la elección por casi veinte puntos porcentuales.[cita requerida] Durante esta campaña, los oponentes de Nixon lo llamaron "Tricky Dick" por sus tácticas de campaña.
En el Senado, Nixon tomó una posición prominente al oponerse al comunismo global, viajando con frecuencia y hablando en contra de él. Mantuvo relaciones amistosas con su compañero anti-comunista, el polémico senador de Wisconsin Joseph McCarthy, pero tuvo cuidado de mantener cierta distancia entre él y las acusaciones de McCarthy. Nixon también criticó la gestión de la Guerra de Corea llevada a cabo por el presidente Harry S. Truman. Apoyó la condición de estados de Alaska y Hawái[cita requerida], votó a favor de los derechos civiles de las minorías y apoyó la ayuda federal en casos de desastre para la India y Yugoslavia. Votó en contra de los controles de precios y otras restricciones monetarias, los beneficios para los inmigrantes ilegales y el poder público.

## Vicepresidencia: 1953-1961

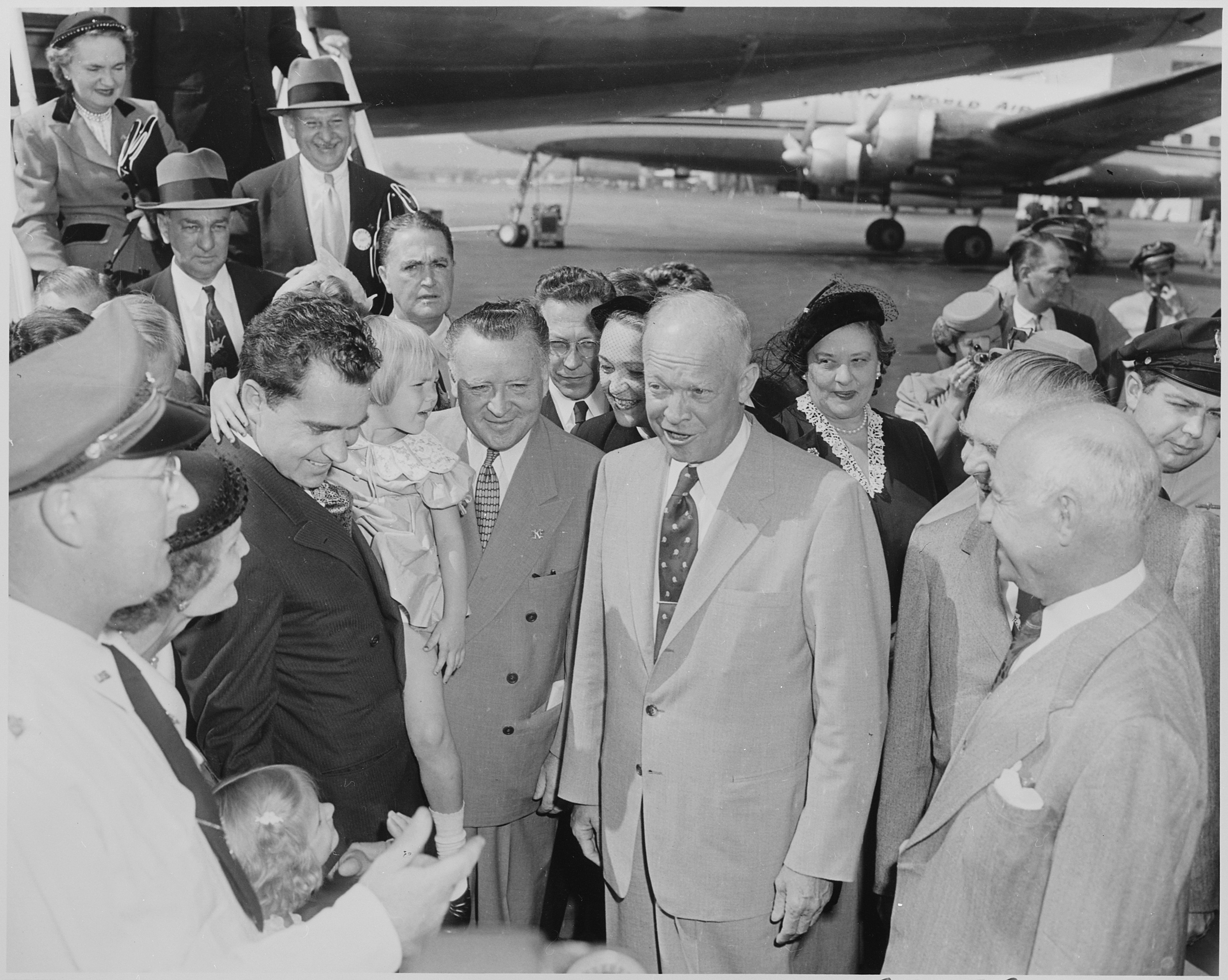
El senador Nixon y sus hijas junto a Dwight Eisenhower, 1952.

El general Dwight D. Eisenhower fue nombrado candidato oficial para presidente por el partido Republicano en 1952. Eisenhower que no tenía una preferencia clara por ningún candidato para vicepresidente, aceptó la propuesta de los círculos del partido Republicano, que le recomendaron al entonces senador Nixon. Los principales elementos que los líderes del partido tuvieron en cuenta en su propuesta fueron su juventud, Nixon tenía 39 años en aquel momento; su postura ante el comunismo y su base política en California (uno de los más estados más grandes del país). 
Otros candidatos considerados en la elección de Nixon fueron el senador de Ohio, Robert A. Taft, el gobernador del estado de New Jersey, Alfred Driscoll y el senador por Illinois, Everett Dirksen. En los preámbulos de la campaña, Eisenhower se centró en hablar de sus planes para el país, dejando la parte más negativa a su compañero de candidatura.
Se describió a si mismo como un hombre modesto (su esposa no tenía un abrigo de visón) y como un patriota. La charla es recordada como un regalo que Nixon había recibido, pero del cual no quería devolver: "un pequeño perro cocker spaniel entregado en un viaje a Texas. Nuestra hijita Tricia, de 6 años, le ha llamado Checkers. La charla provocó un gran apoyo para Nixon. Eisenhower decidió retenerlo con lo cual salieron victoriosos en la elección de noviembre.
A mediados de septiembre, la candidatura republicana se enfrentó a una gran crisis. Los medios de comunicación informaron de que Nixon mantenía un fondo político, financiado por sus patrocinadores, que le reembolsaba sus gastos políticos. Dicho fondo no era ilegal, pero exponía a Nixon a acusaciones de un posible conflicto de intereses. Ante la creciente presión para que Eisenhower exigiera la dimisión de Nixon, este se dirigió a la nación por radio y televisión el 23 de septiembre de 1952. Su alocución, que más tarde se conoció como "el discurso de Checkers", fue escuchado por unos 60 millones de estadounidenses y tuvo la mayor audiencia televisiva hasta ese momento. En él, Nixon se defendió utilizando argumentos de carácter emocional, afirmó que el fondo no era secreto, que los donantes no habían recibido favores especiales. Se presentó a sí mismo como un hombre de medios modestos (su esposa no tenía un abrigo de visón; en su lugar llevaba un "respetable abrigo de tela republicano") y como un patriota. El discurso quedó en el recuerdo de los ciudadanos estadounidenses por el regalo que Nixon había recibido y que nunca devolvería: "un pequeño perro cocker spaniel... enviado desde Texas y que nuestra niña -Tricia, de seis años- le ha puesto el nombre de Checkers". El discurso provocó una gran oleada de apoyo público a Nixon. Eisenhower decidió mantenerlo en la candidatura, que resultó victoriosa en las elecciones de noviembre.
Eisenhower dio a Nixon más responsabilidades durante su periodo como vicepresidente de las que se habían dado antes a otros vicepresidentes. Nixon asistió a las reuniones del Gabinete Ciudadano de Seguridad Nacional, conociendo y charlando cuando Eisenhower estaba ausente. En el viaje de 1953 hacia el Far West hubo un exitoso crecimiento hacia la buena voluntad en los Estados Unidos promoviendo Nixon a la región como un centro industrial. Visitó Saigón y Hanoi todavía como colonia francesa (Indochina). A su regreso a los Estados Unidos a fines de 1953, Nixon incrementó su tiempo en las relaciones extranjeras.

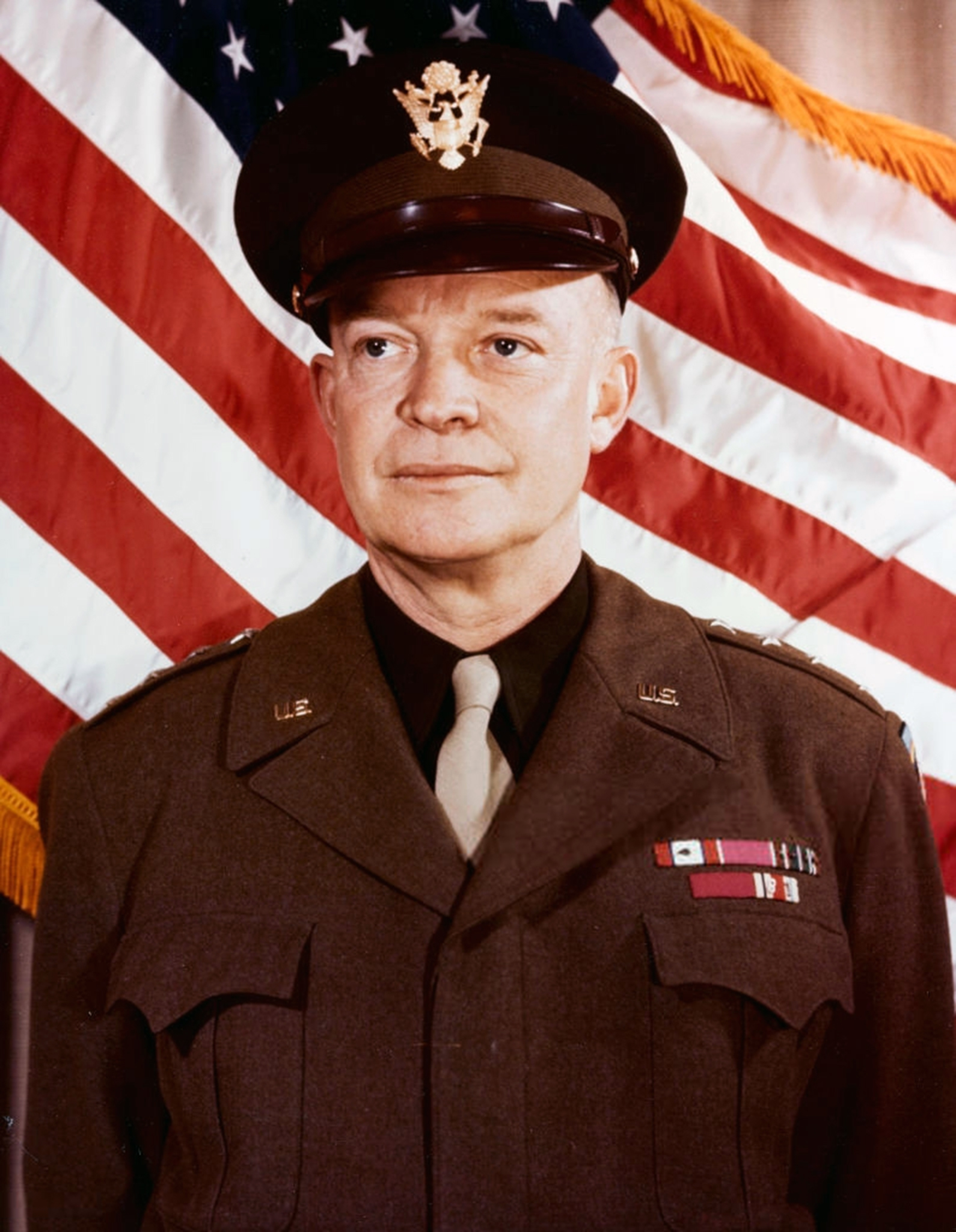
Eisenhower, presidente de Estados Unidos (1953-1961), de quien fue vicepresidente.

Presidió la mayor parte de las reuniones del Gobierno y de los líderes del Congreso, a la par que asumió en tres ocasiones (1955, 1956 y 1957) las funciones presidenciales debido a la crónica dolencia cardíaca que padecía el presidente. Destacó como embajador extraordinario de su país por todo el mundo, en calidad de lo cual visitó un total de 55 estados, incluida la Unión Soviética.
En mayo de 1958 durante una visita a Caracas, Venezuela, su vehículo fue atacado a pedradas por una multitud enardecida. Relatando el episodio en su obra Seis Crisis, Nixon afirmó que se salvó milagrosamente. En 1959 al triunfar la Revolución cubana; el presidente Eisenhower se rehusó a recibir a Fidel Castro en Washington, por lo que el vicepresidente Nixon fue el encargado de recibirlo y trato de convencerlo de convocar elecciones libres y que secretamente era un simpatizante comunista.

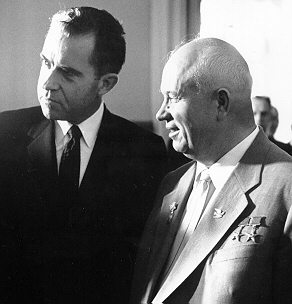
Nikita Jrushchov (derecha) con el vicepresidente estadounidense Richard Nixon en 1959.

Permaneció como vicepresidente con Eisenhower durante todo el tiempo que este fue presidente, ocho años en total, pues fueron reelegidos en 1956, hasta enero de 1961.
Finalizado el segundo mandato presidencial de Eisenhower, Nixon consiguió que el partido republicano le eligiera candidato a presidente en 1960. Sin embargo John Fitzgerald Kennedy, candidato del partido demócrata, con el que mantuvo cuatro debates presidenciales televisados (los primeros en la historia de ese país), lo venció en las elecciones presidenciales de noviembre de 1960 por un estrecho margen de votos. En 1962 intentó ser elegido gobernador de California, sin éxito.

## 1960 y 1962: elecciones y los años vacíos
En 1960, Nixon lanzó su primera campaña para presidente de los Estados Unidos. Encaró poca oposición en las elecciones primarias de los republicanos y eligió al exsenador por Massachusetts Henry Cabot Lodge Jr. como su compañero de fórmula. Su oponente demócrata en la carrera presidencial fue John F. Kennedy. La campaña de Nixon estaba basada en su experiencia, pero Kennedy llamaba a la nueva sangre y reclamaba que la administración de Eisenhower-Nixon habían permitido que la Unión Soviética sobrepasara a los Estados Unidos en los misiles balísticos (Missile gap). Un nuevo medio de política fue introducido en la campaña: los debates presidenciales televisados. El primero de cuatro debates, Nixon apareció pálido, sombrío y con una barba naciente, en un agudo contraste con el fotogénico Kennedy que parecía un actor de cine. En su presentación en el debate, Nixon fue percibido en la opinión televisiva como un mediocre, mientras mucha gente lo escuchaba por la radio daban a Nixon como ganador. Nixon perdió la elección con Kennedy por solo 112 827 votos (0.2 %) del voto popular. En donde hubo cargos de fraude en las votaciones fue en Texas y en Illinois, ambos estados ganados por Kennedy. Nixon se negó a considerar la impugnación de la elección, centrando una controversia que hizo que disminuyera la credibilidad de los Estados Unidos ante los ojos del mundo y el incierto daño a los intereses estadounidenses. Al final de todo, dejó el cargo como vicepresidente el 20 de enero de 1961. Nixon y su familia regresaron a California, donde practicó leyes y escribió un libro, Six Crises, donde incluía la cobertura del caso Hiss, el ataque cardíaco a Eisenhower y la Crisis de los Fondos, mientras se había resuelto por el discurso de las damas.
Los lectores republicanos, tanto locales como nacionales, alentaron a Nixon contra Pat Brown para gobernador de California en la elección de 1962. Después de la renuencia inicial, Nixon entró en la carrera. La campaña tuvo nubarrones por la sospecha pública de que Nixon vería esto como un trampolín para otra carrera presidencial. Hubo algunas oposiciones en el partido por lo cual finalmente perdió el interés en la campaña para ser gobernador de California. Nixon tenía la esperanza que en la carrera por la elección su estatus fuera un liderazgo activo para la nación de los políticos republicanos y asegurar como el mayor jugador en la política nacional. Pero perdió con Brown por un poco menos del 5 % en puntos, creyéndose ampliamente que su derrota pudo haber sido el fin de su carrera política. En una conferencia improvisada a la mañana siguiente de la elección, Nixon culpó a los medios en favorecer a su oponente, diciendo: "No tendrán que patear más a Nixon porque, caballeros, esta es mi última conferencia de prensa". La derrota en California fue destacada el 11 de noviembre de 1962 en el episodio de Howard R. Smith en la cadena ABC Noticias y comentarios, titulado "El obituario político de Richard M. Nixon". Alger Hiss apareció en el programa y muchos miembros de la política se quejaron que era un linchamiento político dado a un candidato en público, un ataque a un exvicepresidente. La ira llevó a Smith y su programa en directo a originar que la simpatía pública creciera hacia Nixon. 

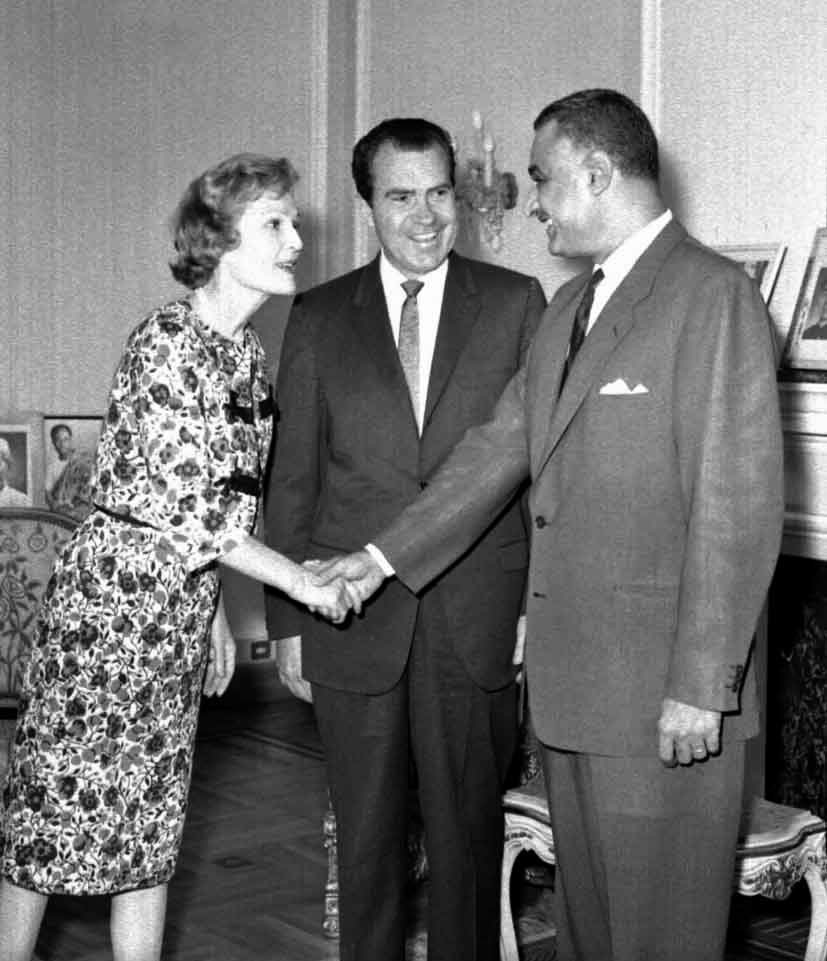
Nixon y Pat se reúnen con el presidente egipcio Gamal Abdel Nasser, El Cairo en septiembre de 1963.

En 1963 la familia de Nixon viajó a Europa, donde dio conferencias de prensa y se entrevistó con los líderes de los países que visitó. La familia se mudó a Nueva York, donde Nixon tenía un compañero en un equipo de abogados, bajo la firma Nixon, Mudge, Rose, Guthrie & Alexander. Cuando anunció su campaña en California, Nixon se comprometió que no competiría para la presidencia en 1964, debido a lo difícil que creía derrotar a Kennedy, pero después de su asesinato su sucesor fue Lyndon B. Johnson.
En 1964 apoyó al senador por Arizona Barry Goldwater para la nominación republicana para ser presidente de los Estados Unidos. Cuando Goldwater ganó la nominación, Nixon fue seleccionado para participar en la convención. Aunque pensó a diferencia de Goldwater que le gustaría ganar, Nixon lo acompañó y fue leal. La elección fue un desastre para los republicanos. Goldwater perdió en forma aplastante ante Johnson y con pérdidas importantes para el partido en los escaños del Congreso y entre los gobernadores estatales. 
Nixon fue uno de los pocos líderes republicanos que no fue culpado por los desastrosos resultados y buscó la reconstrucción en las elecciones del Congreso en 1966. Hizo campaña con los republicanos, con la visión puesta en recuperar los escaños perdidos en la aplastante derrota infligida por Johnson, recibiendo el crédito y la ayuda de los republicanos habiendo mejores ganancias ese año.

## Elección presidencial de 1968

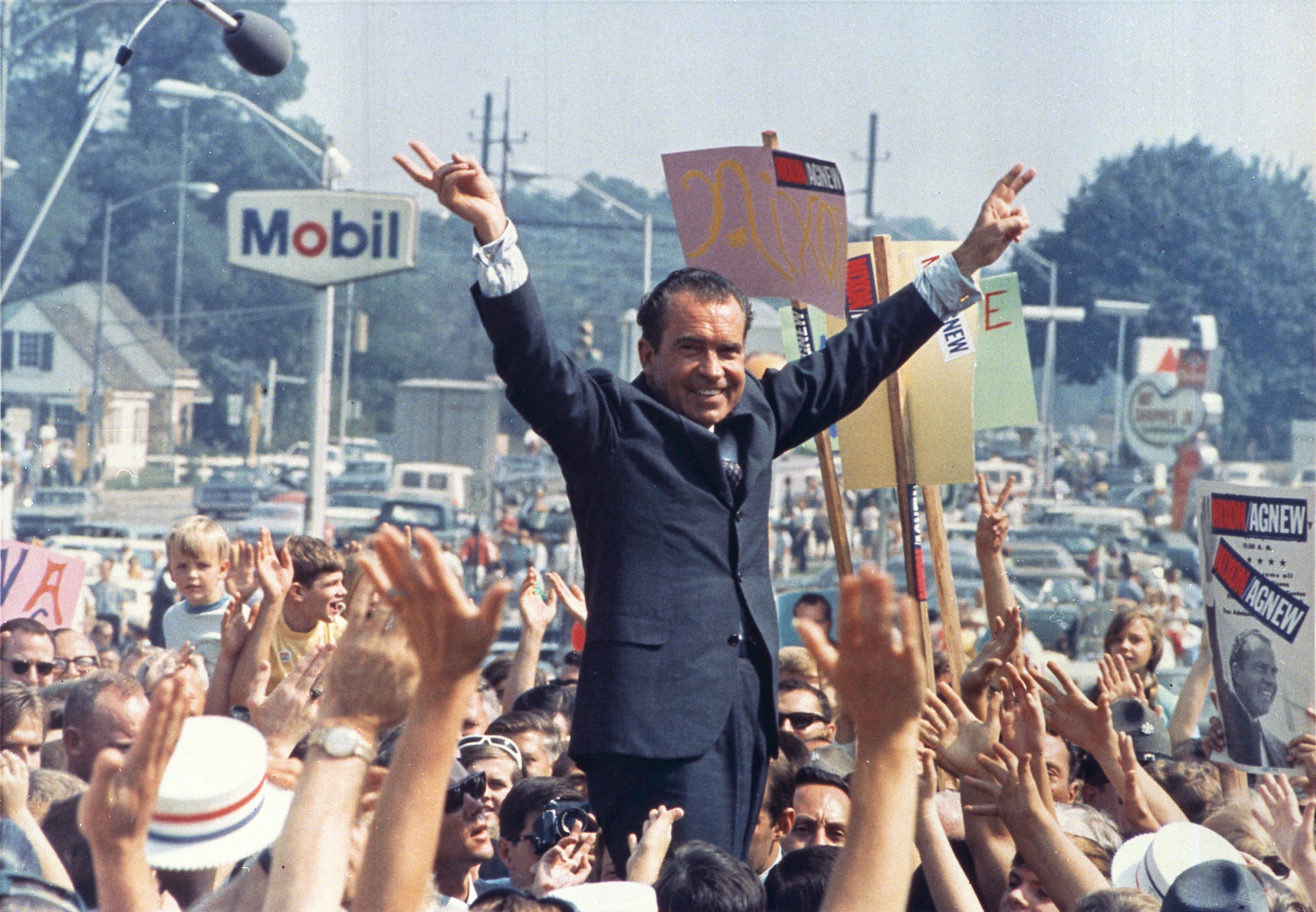
Nixon haciendo campaña en Pensilvania en 1968

A fines de 1967, Nixon le dijo a su familia que planeaba competir en la elección presidencial por segunda ocasión. Esto no alegró a su esposa Pat Nixon por su vida privada (estaba embarazada y tenía que dar un discurso al comité de damas) pero soportaba las ambiciones políticas de su esposo. Nixon creía que con los demócratas entregados y distraídos con la Guerra de Vietnam, con todas las protestas emitidas, un republicano tenía una buena oportunidad de ganar aunque creía que esta elección iba a ser tan cerrada como la de 1960.
A principios del año 1968 Nixon presentó su pre-candidatura presidencial para competir por la nominación oficial del Partido Republicano. Los principales rivales internos de Nixon en la carrera por la candidatura presidencial eran Nelson Rockefeller (en ese momento gobernador de Nueva York) y Ronald Reagan (entonces gobernador de California). Rockefeller representaba al ala liberal republicana (centroizquierda), Reagan al ala conservadora republicana (derechista) y Nixon al sector o ala moderada republicana (centrista). Nixon tenía una maquinaria electoral más poderosa y derrotó con relativa facilidad a Reagan y a Rockefeller en las elecciones primarias internas de la mayoría de los estados; y por eso, cuando se reunió la Convención Nacional Republicana en Miami Beach el 5 de agosto de 1968, Nixon obtuvo en la primera votación el voto de 692 delegados contra 277 de Rockefeller y 182 de Reagan, quedando elegido como candidato presidencial del Partido Republicano.

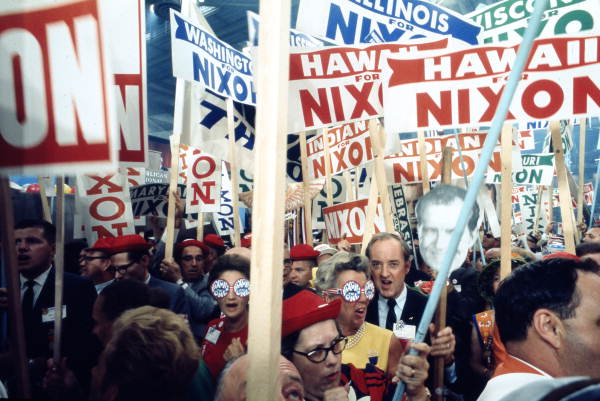
Partidarios de Nixon en la Convención Nacional Republicana de agosto de 1968

### Resultados del voto en las elecciones de 1968
Una de las más tumultuosas elecciones primarias, en este proceso electoral, comenzó precisamente cuando se inició la Ofensiva del Tet en enero de 1968. El presidente Johnson se retiró de la candidatura en marzo, después de una pobre elección primaria no esperada en New Hampshire. En junio, el senador Robert F. Kennedy, el candidato demócrata, fue asesinado momentos después de su victoria en las primarias de California. Por el lado republicano, su principal oposición fue el gobernador de Míchigan, George Romney, así como el gobernador de Nueva York, Nelson Rockefeller y el gobernador por California, Ronald Reagan, quienes mantenían la esperanza de su nominación en una convención negociada. Nixon aseguró su nominación en la primera boleta. Seleccionó al gobernador de Maryland, Spiro Agnew como su compañero de fórmula, una elección en la cual creía Nixon daría la unidad del partido, atractivo para ambos: los moderados del noroeste y los desafectados del suroeste con los demócratas.
Por su parte, el Partido Demócrata elige en la Convención Nacional Demócrata de 1968 al entonces vicepresidente de los Estados Unidos, Hubert Humphrey como su candidato presidencial. Pero un sector del partido, el de los demócratas racistas de los estados del sur, se separó del partido molesto por las políticas a favor de la igualdad entre blancos y negros que impulsaban Humphrey y el presidente Lyndon B. Johnson.[cita requerida] Este grupo de demócratas disidentes fundaron un nuevo partido llamado el American Independent Party; y lanzaron la candidatura presidencial de George Wallace, para ese entonces exgobernador de Alabama y conocido racista, el cual había tenido fricciones importantes durante la presidencia de John F. Kennedy cuando se implementaron los derechos civiles y la entrada de afroamericanos a la Universidad. Nixon inicia su campaña para la presidencia con una nueva imagen que le presentaba como un elemento más moderado; pero al mismo tiempo prometía "ley y orden" (el lema principal de su campaña) para restablecer el orden en una sociedad sacudida por violentos disturbios y protestas contra la guerra y contra la segregación racial. Esta promesa era hecha en términos ambiguos en un esfuerzo para atraer el voto de los blancos del sur. Por eso la campaña de Nixon reclutó a antiguos demócratas sureños que se habían pasado al Partido Republicano, descontentos con las medidas a favor de los derechos civiles promovidas por Johnson. Pero el esfuerzo de conquistar el sur se estrellaba con el mensaje mucho más radical de Wallace, que resultaba más atractivo para los racistas. Sus discursos favorecían la segregación racial.
Pero a la larga la estrategia moderada en el norte y el oeste, y más derechista en el sur le dio resultado a Nixon; y la Guerra de Vietnam fue un grave obstáculo para Humphrey. El 5 de noviembre de 1968 se celebraron las elecciones presidenciales; Nixon obtuvo 31 783 783 votos populares, equivalentes al 43,42 % de los sufragios emitidos; Humphrey obtuvo 31 271 839 votos populares, que equivalían al 42,72 % de los votos; y Wallace obtuvo 9 901 118 votos populares, equivalentes al 13,53 % de los sufragios. Otros candidatos minoritarios obtuvieron en total 243 258 votos populares, un 0,33 % de los votos, por lo que Nixon derrotó a Humphrey en el sufragio popular por una diferencia de un poco más de 500 000 votos; pero como Nixon ganó en 32 estados, Humphrey en 13 estados (y el Distrito de Columbia) y Wallace en 5 estados, al final Nixon tuvo 301 electores en el Colegio Electoral, contra 191 de Humphrey y 46 de Wallace. Nixon fue el presidente electo y tomó posesión el 20 de enero de 1969. Había heredado grandes problemas siendo el principal la Guerra de Vietnam.

## Presidencia

### Primer mandato

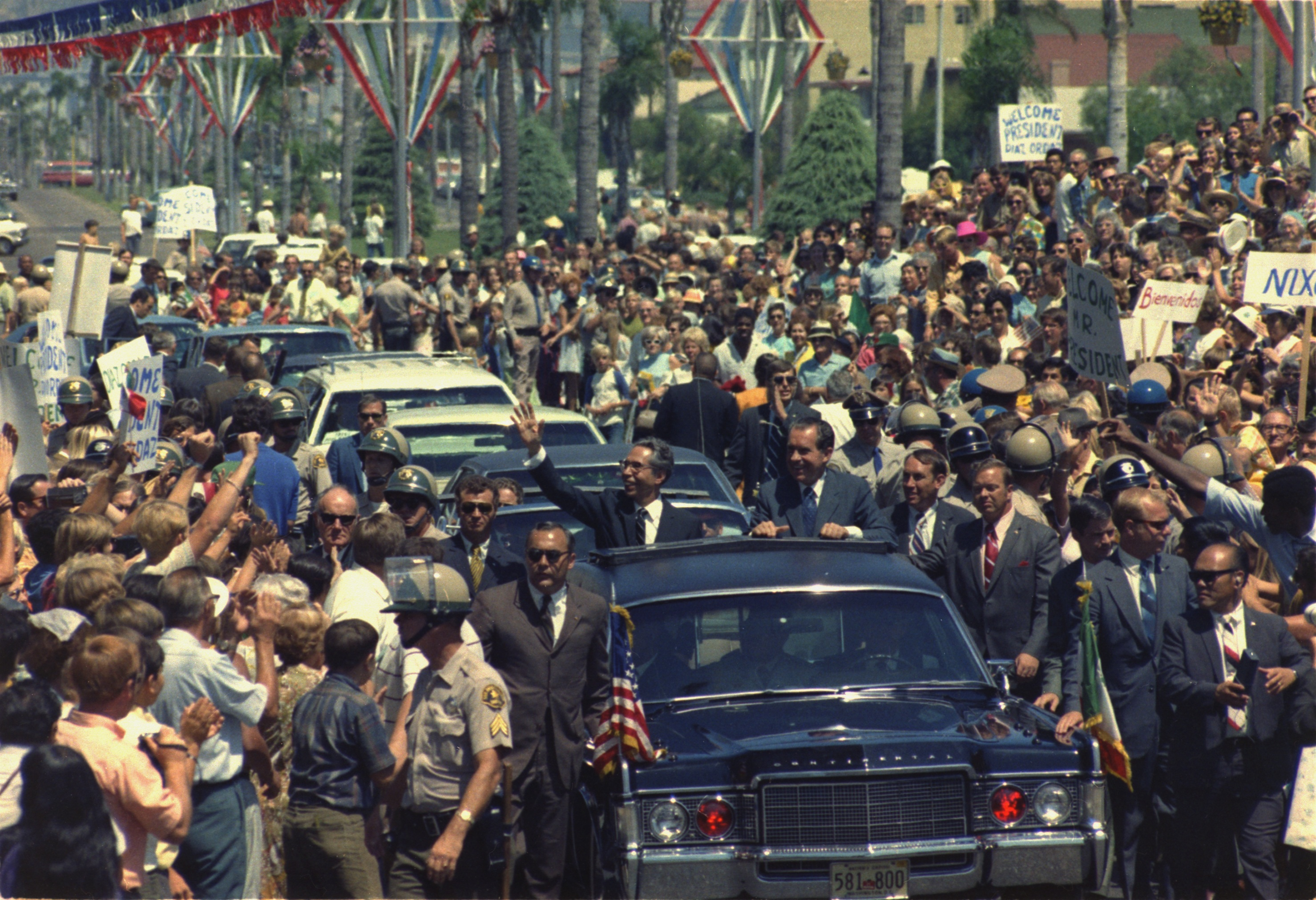
El presidente mexicano Gustavo Díaz Ordaz (izquierda) con el presidente Nixon durante un recorrido en automóvil en San Diego (California)

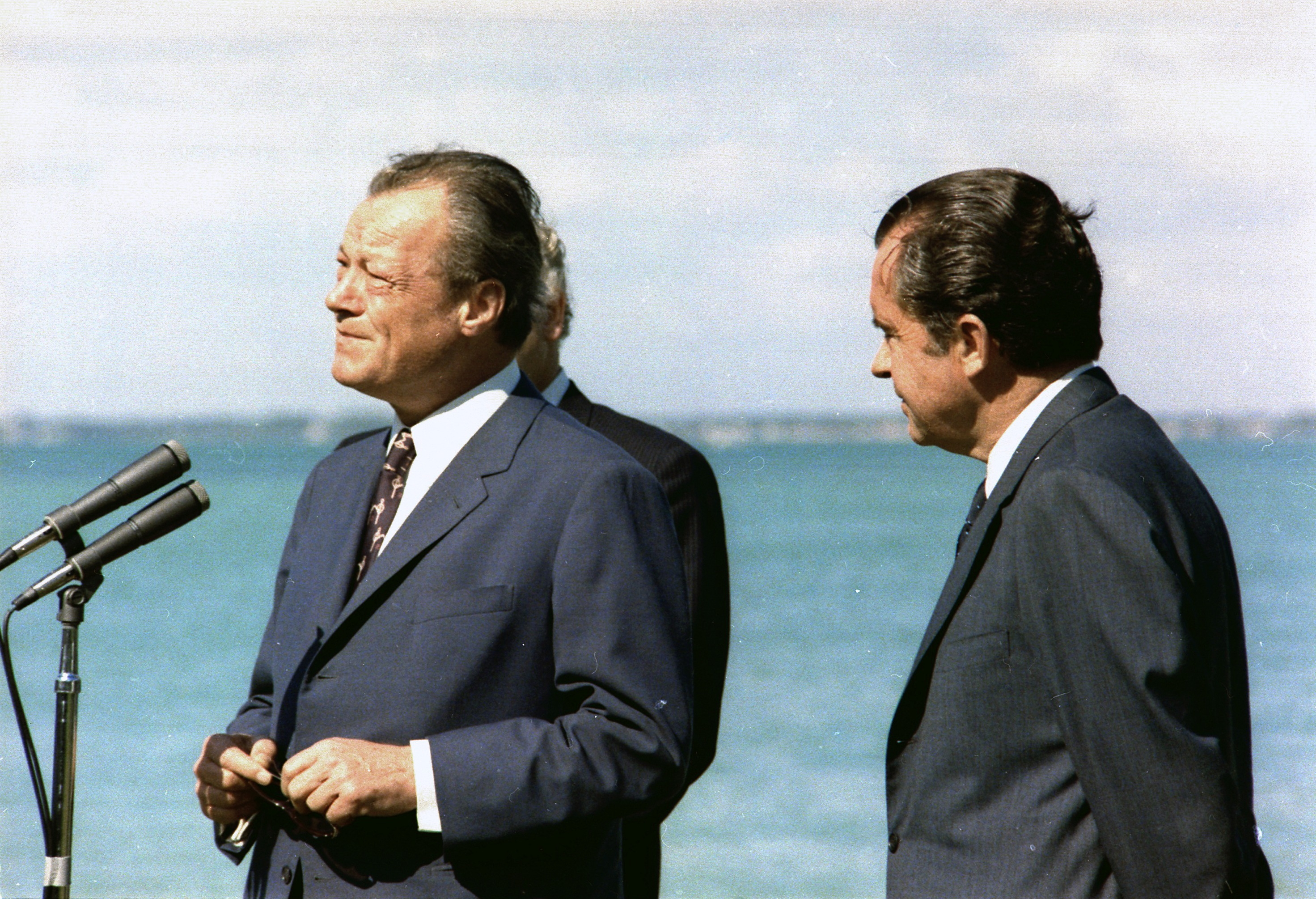
Richard Nixon con el canciller de Alemania Occidental Willy Brandt en 1972.

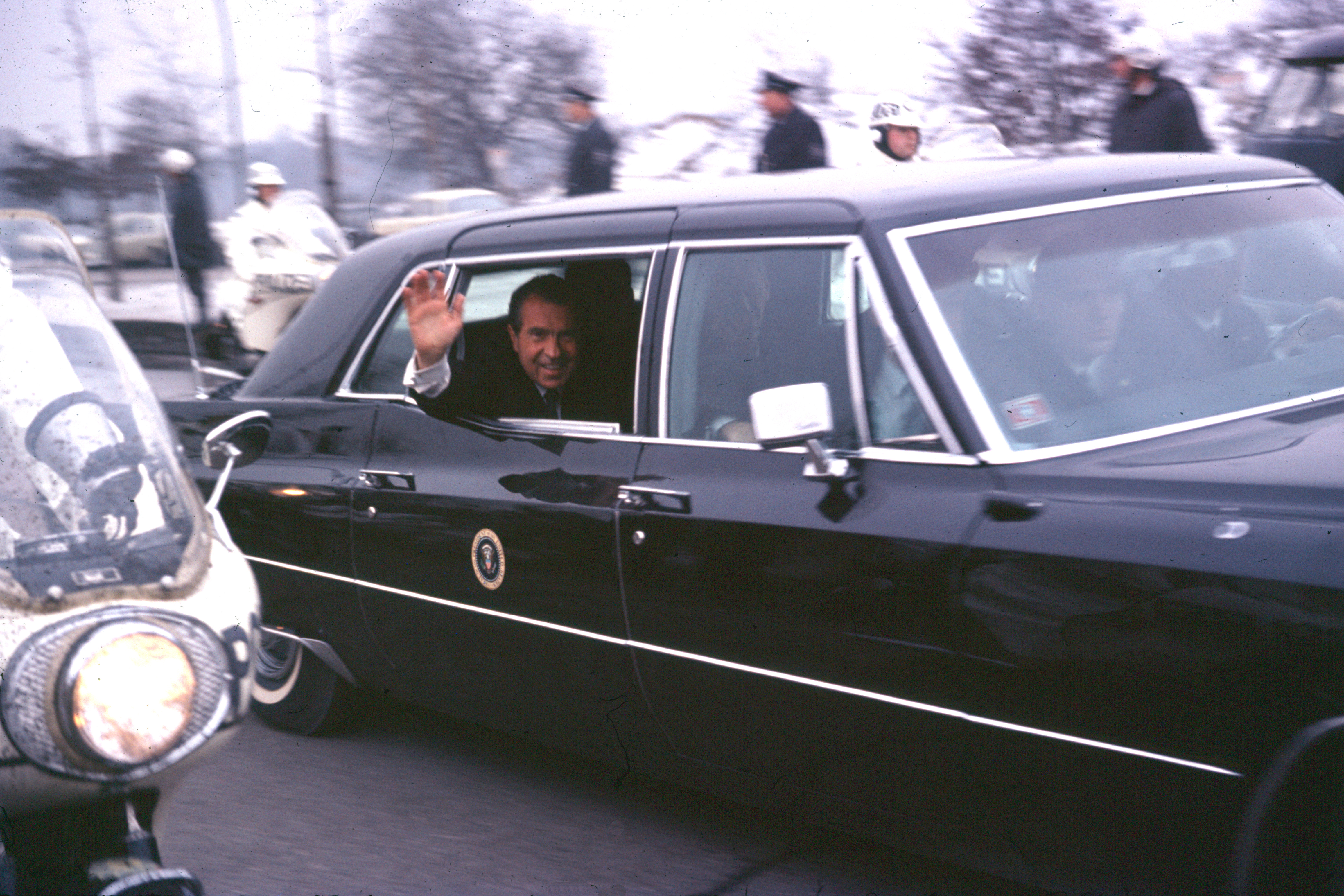
Nixon saludando desde la limusina presidencial.

Casi un año después de ser elegido, el 3 de noviembre de 1969, se dirige a la nación estadounidense en uno de los mensajes presidenciales más famosos de la historia, el denominado discurso de la Mayoría Silenciosa.
Junto con el secretario de Estado Henry Kissinger, redefinió el papel de Estados Unidos en el escenario mundial. Se realizó una retirada gradual de los 500 000 soldados estadounidenses que combatían en Vietnam del Sur, aunque la retirada se prolongó durante cuatro años. En octubre de 1970 realizó una visita de Estado a Madrid (la segunda ya que en 1963, ya como exvicepresidente, había visitado la península ibérica) y se reunió con el dictador Francisco Franco. Su mayor logro fue su aproximación y apertura de relaciones con la República Popular de China. Nixon también viajó a Moscú para negociar el primer paso para un acuerdo sobre limitación de armas estratégicas. En Oriente Próximo, estableció relaciones con Egipto manteniendo los compromisos con Israel. Las políticas de Nixon se centraron en combatir la inflación. En el momento en que Nixon asumió el cargo en 1969, la inflación fue del 4,7 por ciento, la tasa más alta desde la Guerra de Corea. Con la inflación sin resolver en agosto de 1971, y un año electoral que se avecina, Nixon convocó una cumbre de sus asesores económicos en Camp David. Luego anunció controles temporales de precios y salarios, permitió al dólar flotar frente a otras monedas, y puso fin a la convertibilidad del dólar en oro.

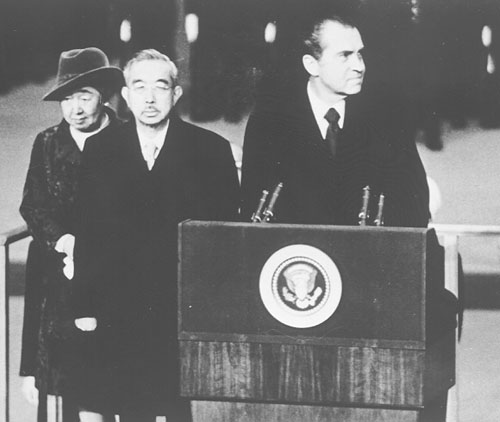
Hirohito durante una conferencia del presidente estadounidense Richard Nixon, 1971.

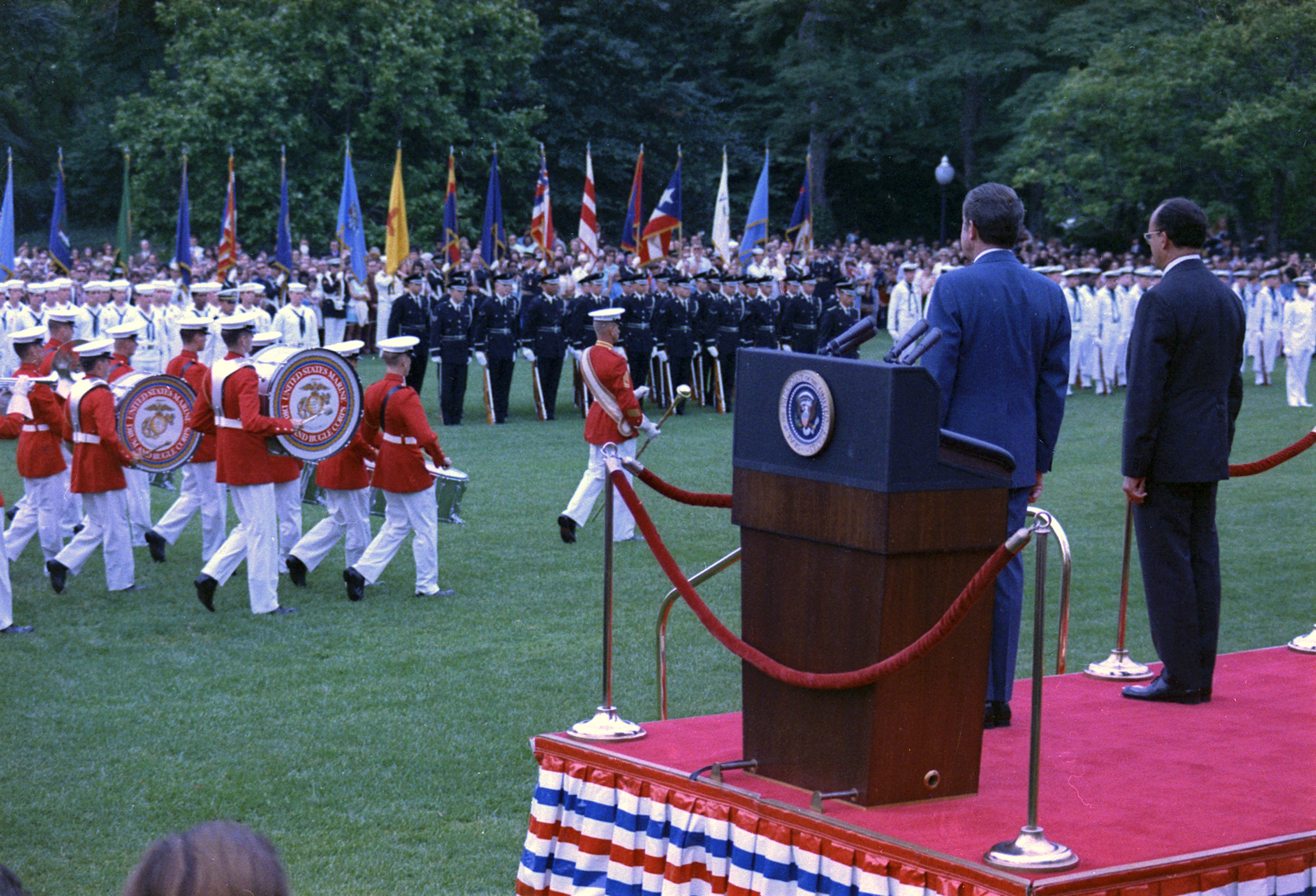
Richard Nixon (izquierda) y el presidente mexicano Luis Echeverría haciendo una inspección de tropas en 1972.

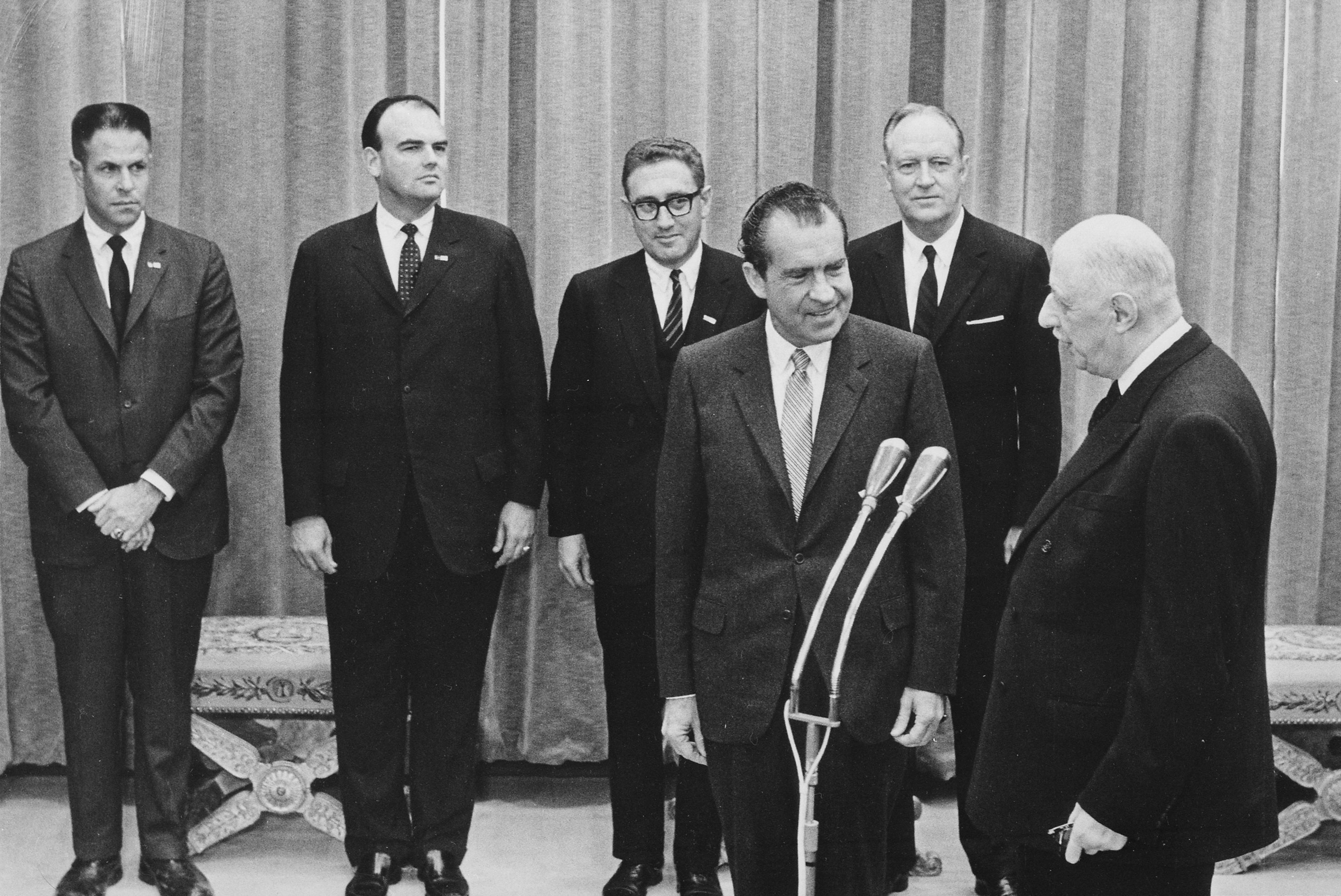
Charles de Gaulle junto a Richard Nixon.

Después de ganar la reelección, la inflación volvió a acelerarse. Nixon volvió a imponer controles de precios en junio de 1973. Los controles de precios lo hicieron impopular con el público y los empresarios, que vieron a los poderosos sindicatos como preferibles a la burocracia de la tabla de precios. Los controles produjeron escasez de alimentos, la carne desapareció de las tiendas de comestibles y los agricultores ahogaban los pollos en lugar de venderlos a pérdida. A pesar de la falta de control de la inflación, los controles poco a poco terminaron, y el 30 de abril de 1974, su autorización legal caducó. El apoyo prestado a Israel en la Guerra de Yom Kipur llevó a un boicot árabe al petróleo, lo que resultó en la crisis del petróleo de 1973. El embargo causó escasez de gasolina y el racionamiento en los Estados Unidos a finales de 1973 y disparó aún más la inflación. También en ese mismo año orquestó el golpe de estado chileno (cita requerida). La crisis provocó que las condiciones de vida se volvieran muy adversas para los desempleados, los grupos sociales marginados, algunos trabajadores de mayor edad, y cada vez más, para los trabajadores más jóvenes. Las escuelas y oficinas tuvieron que cerrar a menudo para ahorrar el combustible de la calefacción, las fábricas tuvieron que reducir la producción y despedir trabajadores. Esta escasez llevó al racionamiento de gasolina por lo que los automovilistas se enfrentaron a largas colas en las gasolineras.

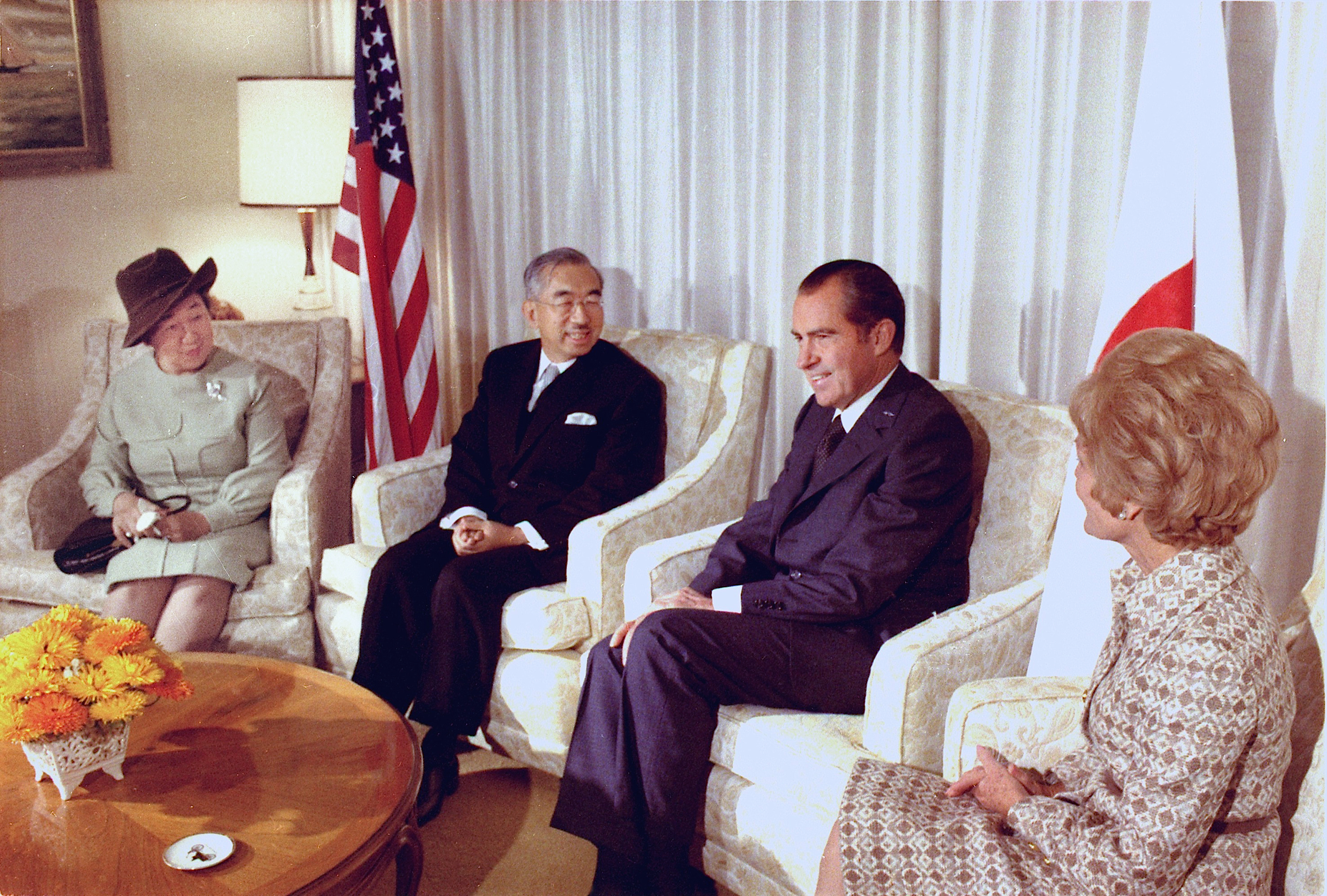
El presidente Richard Nixon, junto al emperador Hirohito y la emperatriz Kojun, en Anchorage, Alaska.

El Nixon Shock fue una serie de medidas económicas llevadas a cabo por Estados Unidos el presidente Richard Nixon en 1971, el más importante de los cuales fue la cancelación unilateral de la directa convertibilidad del dólar de los Estados Unidos para el oro. En ese momento, los EE. UU. también tenía una tasa de desempleo del 6,1 % (agosto de 1971) y una inflación del 5,84 % (1971), las cifras más altas desde la Segunda Guerra Mundial. La principal influencia de la experiencia de la recesión de 1973 llegó en la forma del concepto de estanflación, es decir, la inflación durante un período de recesión

### Reelección de 1972

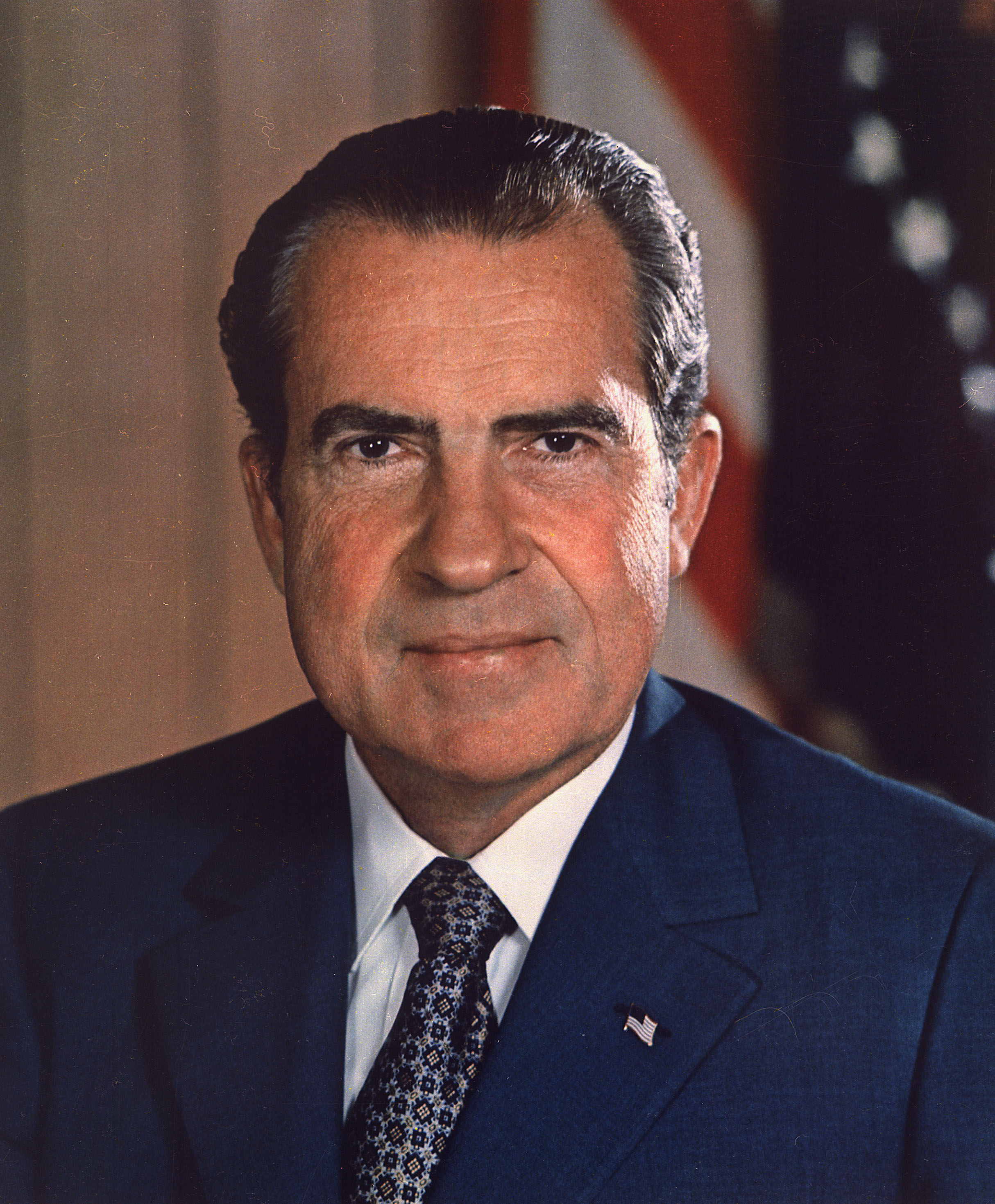
Richard Nixon fue el único presidente estadounidense que dimitió del cargo.

En 1972 Nixon era un presidente muy popular, por lo que su reelección parecía fácil; aun así dos representantes republicanos, uno liberal y otro conservador compitieron contra él por la candidatura oficial del partido republicano. Pero Nixon ganó las elecciones primarias con facilidad y por ello, cuando la Convención Nacional Republicana se reunió nuevamente en Miami Beach del 21 de agosto hasta el 23 de agosto de 1972, Nixon fue elegido candidato del partido con los votos de 1347 delegados contra un solo voto para su rival izquierdista y ninguno para el conservador.

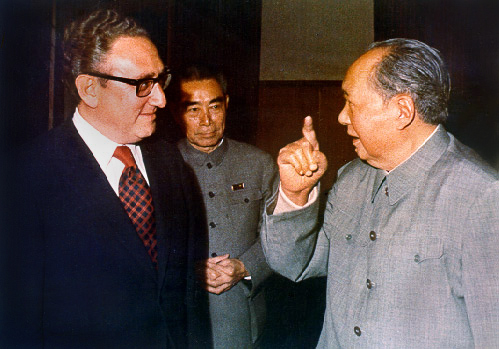
Henry Kissinger, Zhou Enlai y Mao Zedong en Pekín, durante la visita de Nixon a China en febrero de 1972.

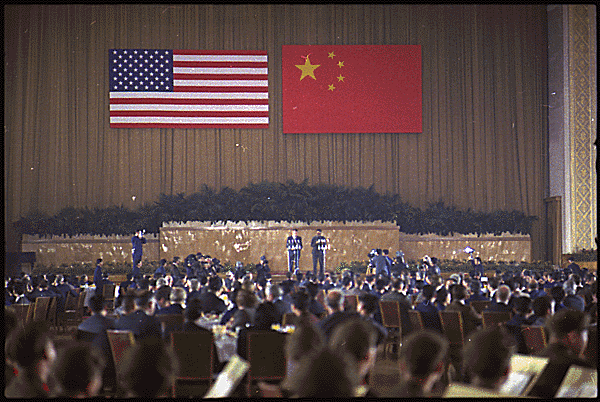
Richard Nixon y Zhou Enlai hablando en un banquete.

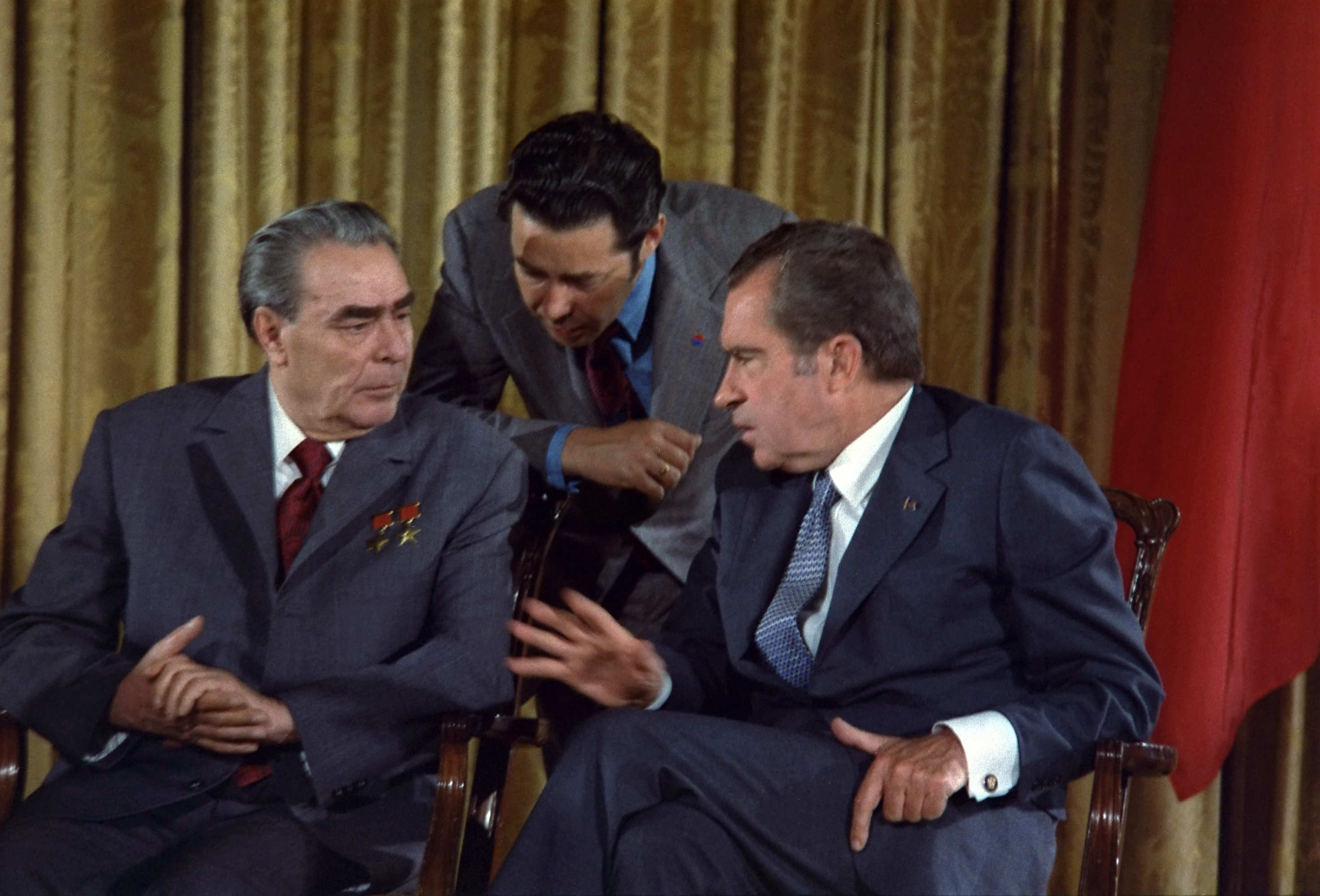
Richard Nixon entablando una conversación con Leonid Brézhnev durante su visita a los Estados Unidos en junio de 1973.

El Partido Demócrata, por su parte, tuvo que elegir entre 10 precandidatos en una dura elección interna; finalmente el elegido fue George McGovern, para ese entonces senador por el estado de Dakota del Sur.
McGovern fue sin duda el candidato presidencial demócrata de ideas más cercanas al socialismo en toda la historia de los Estados Unidos hasta ese momento.[cita requerida] Su plataforma electoral estaba muy orientada al gasto social, igualmente su programa pretendía aumentar el tamaño del Estado y su intervención en la economía; e iniciar un desarme unilateral en plena Guerra Fría. Por eso los republicanos lo atacaron presentándolo como un radical peligroso y "medio loco"; mientras la popularidad de Nixon iba en aumento gracias a la buena situación económica.[cita requerida]

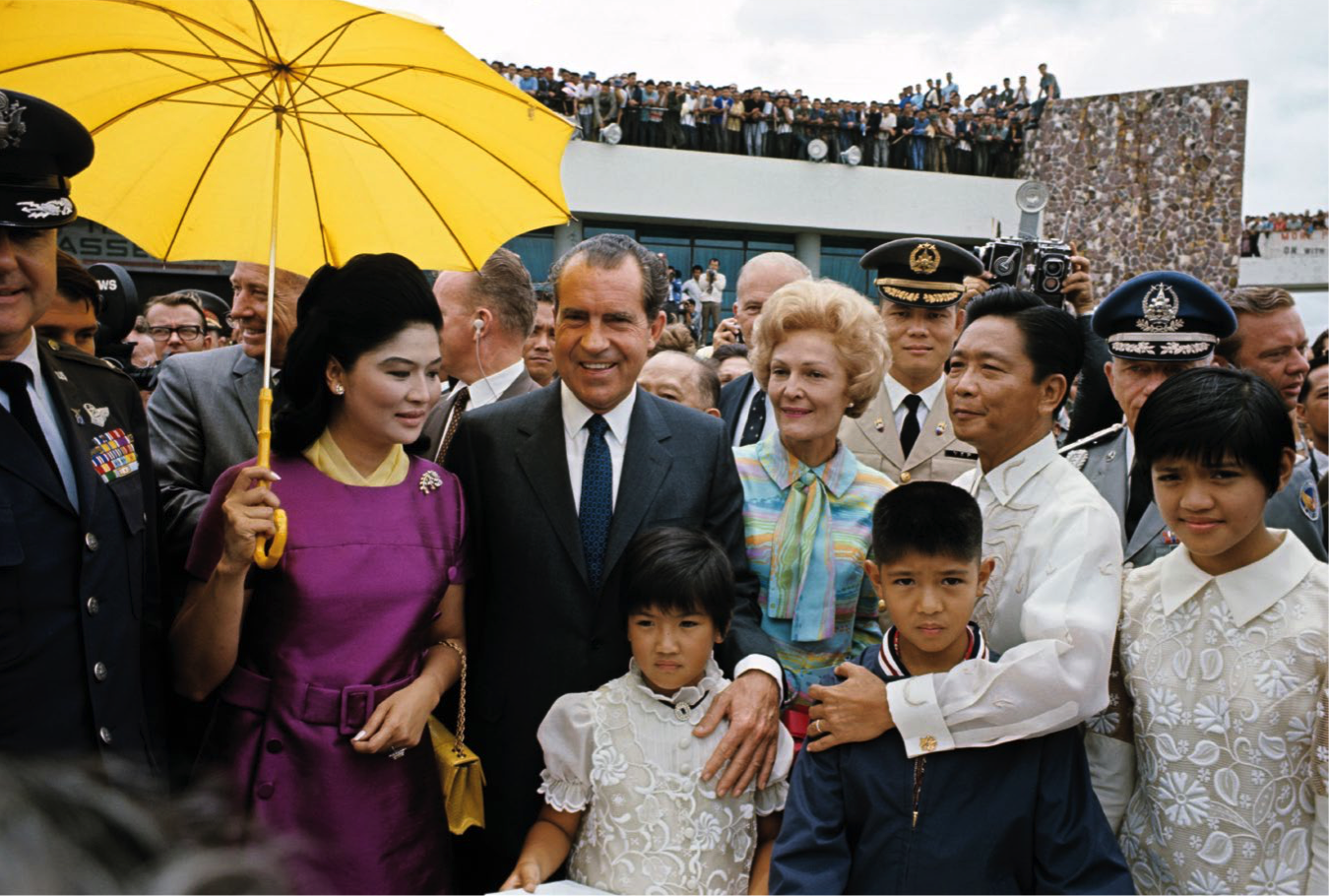
Richard Nixon con la familia del dictador filipino Ferdinand Marcos

El 7 de noviembre de 1972 se celebraron las elecciones presidenciales; Nixon obtuvo 47 168 710 votos populares, que equivalían al 60,67 % de los sufragios populares emitidos; McGovern obtuvo 29 173 222 votos populares, equivalentes al 37,52 % de los sufragios; John Schmitz, del American Independent Party, obtuvo 1 100 868 votos populares que equivalían a un 1,42 %; y otros candidatos minoritarios sumaron 301 227 votos populares, un 0,39 %. Nixon ganó en 49 estados y McGovern en apenas un estado (Massachusetts) y el Distrito de Columbia; en el Colegio Electoral, Nixon obtuvo 520 Electores contra 17 para McGovern y uno para un candidato minoritario. Fue una de las victorias electorales más aplastantes de la historia estadounidense. El 6 de octubre de 1973, Israel entra en guerra contra una coalición árabe dirigido por Egipto y Siria. Israel en lo que se conoce como la Guerra de Yom Kippur. Israel sufrió grandes pérdidas y Nixon ordenó un puente aéreo para reabastecer las pérdidas israelíes. Debido a la victoria de Israel fue en gran parte debido al apoyo de Estados Unidos, los países de la OPEP árabe respondieron al negarse a vender petróleo crudo a los EE. UU., lo que resultó en la crisis del petróleo de 1973. El embargo causó escasez de gasolina y el racionamiento en los Estados Unidos a finales de 1973 y disparó aún más la inflación. Especialmente en Estados Unidos, la crisis provocó que las condiciones de vida se volvieran muy adversas para los desempleados, los grupos sociales marginados, algunos trabajadores de mayor edad, y cada vez más, para los trabajadores más jóvenes. Las escuelas y oficinas en EE. UU. tuvieron que cerrar a menudo para ahorrar el combustible de la calefacción, y las fábricas tuvieron que reducir la producción y despedir trabajadores. La crisis se agravó aún más a causa del control de los precios en Estados Unidos, que limitó el precio del "petróleo antiguo" (ya descubierto), mientras permitía que el petróleo recién descubierto pudiera ser vendido a un precio más elevado, lo que supuso una retirada del petróleo antiguo del mercado y una escasez artificial. El objetivo era promover las prospecciones petrolíferas. Esta escasez llevó al racionamiento de gasolina (que también se produjo en muchos otros países). Los automovilistas se enfrentaron a largas colas en las gasolineras.
En Estados Unidos, los conductores de vehículos cuyas matrículas acabaran en número impar (o matrículas personalizadas) fueron autorizados a adquirir carburante solo en los días impares del mes, y la misma norma se aplicó a los propietarios de vehículos con matrículas pares.

### Escándalo y renuncia

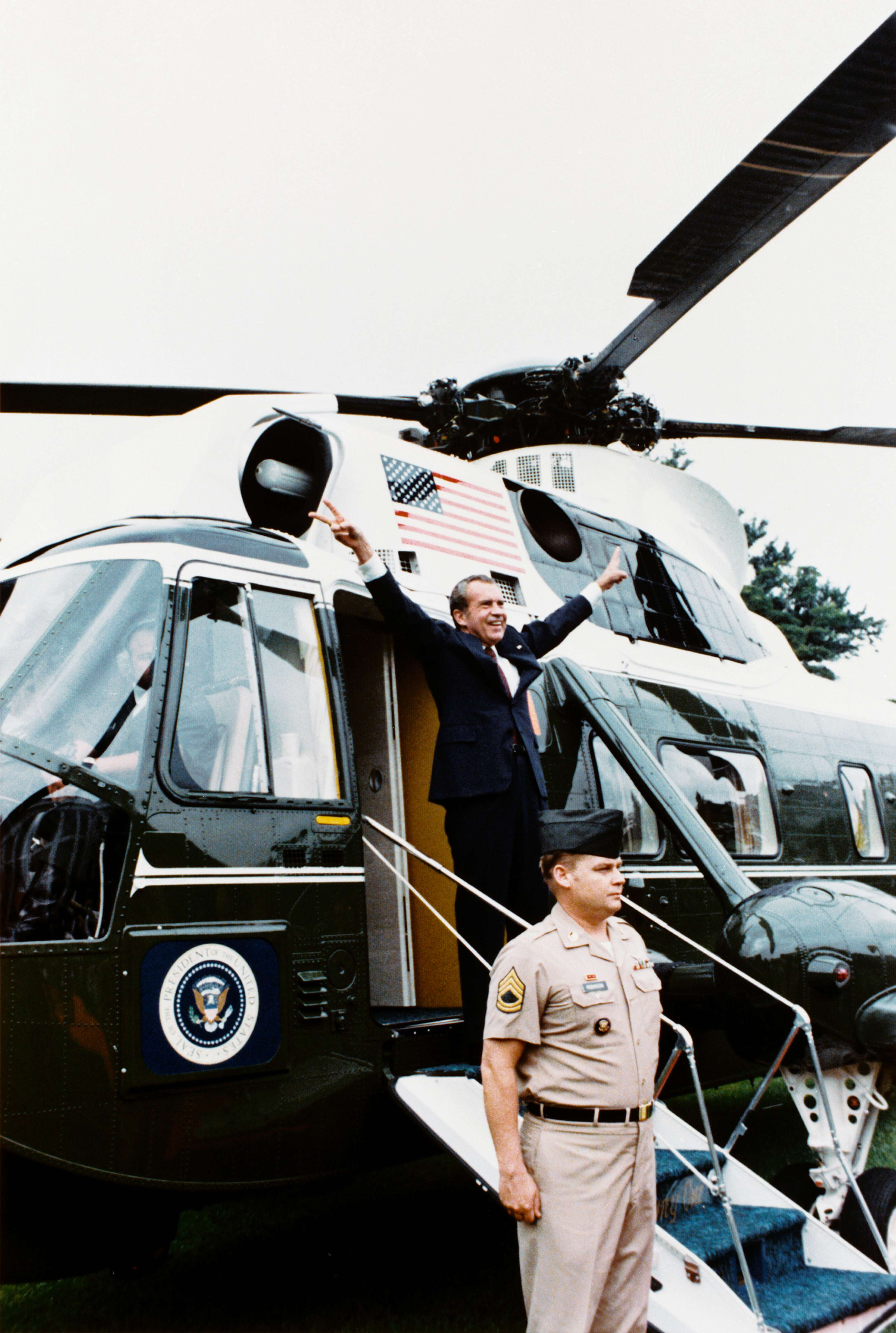
Nixon abordando el helicóptero con el que se retira de la Casa Blanca, 9 de agosto de 1974.

No obstante, meses antes se había producido un extraño caso de allanamiento de la sede central del Partido Demócrata (en el edificio de oficinas Watergate), que el 17 de junio de 1972 destapó un método de realizar escuchas ilegales por hombres contratados por algunos colaboradores del presidente.
Su situación comenzó a complicarse durante el juicio contra los acusados, cuando confesaron ante el juez Sirica, encargado de la investigación, que habían sido enviados por altos responsables del Partido Republicano. Para agravar los problemas de Nixon, su vicepresidente, Spiro T. Agnew, fue acusado de soborno y tuvo que dimitir de su cargo (Richard Nixon lo sustituyó por otro destacado congresista republicano, Gerald R. Ford, que se convertiría en Presidente tras la renuncia de su mentor). Paulatinamente se fue desvelando un plan preconcebido desde el entorno presidencial, en el cual se vieron implicados varios altos cargos, como John Mitchell, ministro de Justicia; John Dean, consejero presidencial; H. R. Haldeman, jefe de Personal de la Casa Blanca, o John Ehrlichman, asesor especial de la Casa Blanca para Asuntos Nacionales. 
En marzo de 1974 el Gran Jurado federal consideró al presidente copartícipe, sin cargos formales, en una conspiración para obstruir la acción de la justicia en la investigación del escándalo Watergate. En la tarde del 8 de agosto, Nixon anunció su dimisión. El 9 de agosto, Gerald Ford prestaba juramento del cargo.

## Pospresidencia y muerte

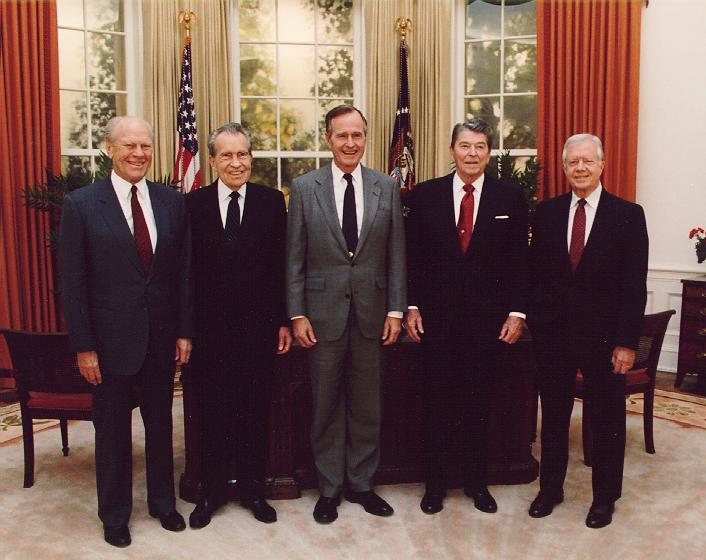
Los presidentes Gerald Ford, Richard Nixon, George H. W. Bush, Ronald Reagan y Jimmy Carter (de izquierda a derecha) en una reproducción del Despacho Oval durante la inauguración de la Biblioteca y Museo Presidencial de Ronald Reagan en 1991.

Retirado en su rancho californiano de San Clemente, Nixon intentó volver a la práctica de la abogacía sin poder conseguirlo, ya que fue expulsado del Colegio de Abogados además de que fue incapacitado para el desempeño de su profesión en todo el territorio estadounidense de por vida. En 1978 plasmó sus experiencias como presidente en la obra titulada Mis memorias, libro por el que obtuvo importantes ganancias económicas.[cita requerida] En el año 1986 volvió a publicar otra exitosa obra titulada No más Vietnam.

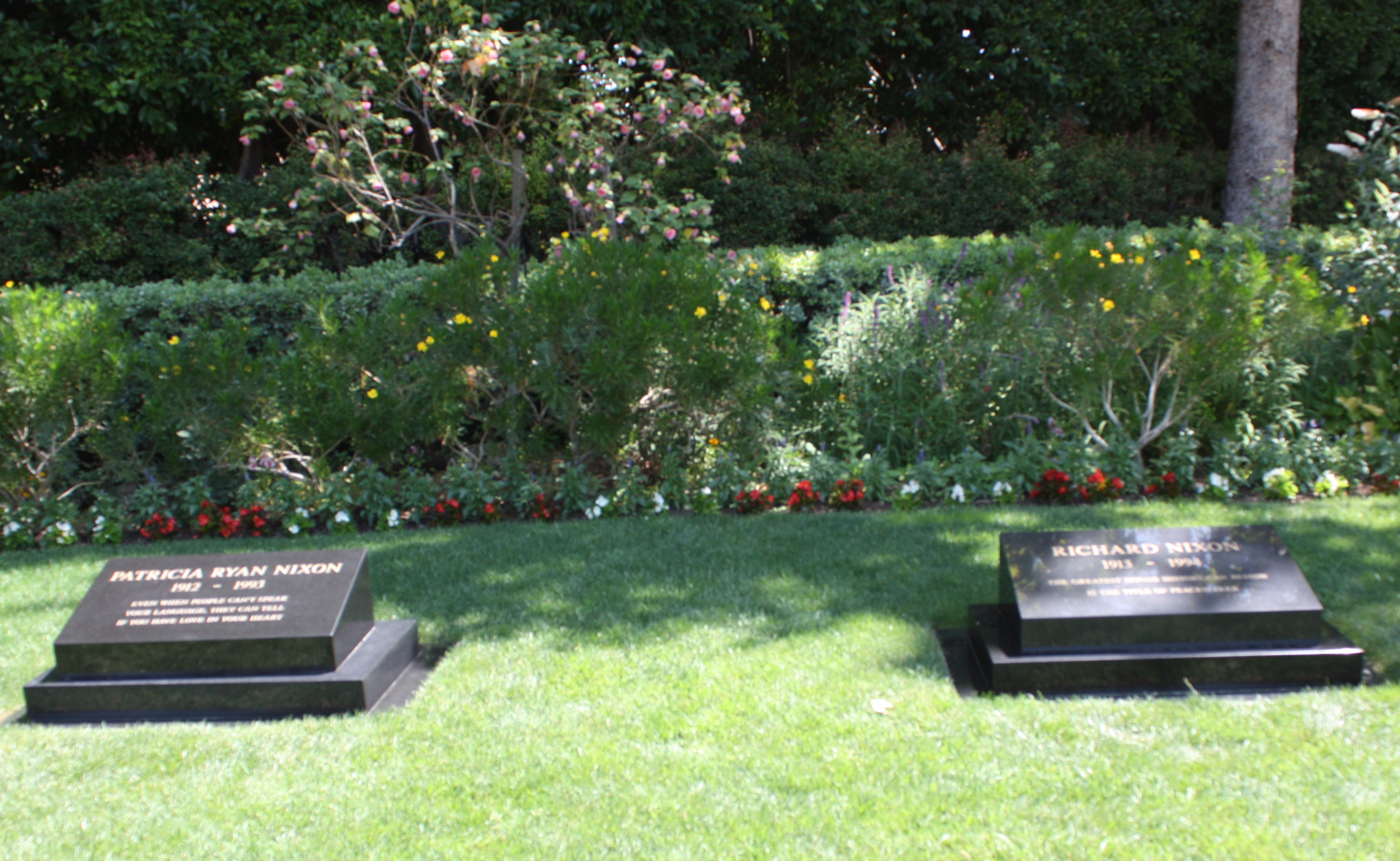
Tumbas de Richard y Pat Nixon en Yorba Linda, California.

Nixon sufrió un derrame cerebral el 18 de abril de 1994 y murió cuatro días más tarde a la edad de 81 años el 22 de abril. A su funeral asistieron el presidente Bill Clinton junto a su mujer, la primera dama, Hillary Clinton, el exvicepresidente Spiro Agnew y los expresidentes Gerald Ford junto a Betty Ford, Jimmy Carter junto a Rosalynn Carter, Ronald Reagan junto a Nancy Reagan y George H. W. Bush junto a Barbara Bush. El funeral de Nixon se convirtió también en la última aparición del presidente Reagan, antes de padecer alzhéimer.

## Películas y series
- Todos los hombres del presidente (1976), dirigida por Alan J. Pakula y protagonizada por Robert Redford y Dustin Hoffman.
- Nixon (1995), dirigida por Oliver Stone y protagonizada por Anthony Hopkins.
- Dick (film) (1999), dirigida por Andrew Fleming y protagonizada por Kirsten Dunst, Michelle Williams, (comedia).
- El asesinato de Richard Nixon (2004), dirigida por Niels Mueller y protagonizada por Sean Penn.
- Frost/Nixon (2008), dirigida por Ron Howard y protagonizada por Michael Sheen y Frank Langella.
- Futurama (1999-2004, 2008-2012 y 2023-actualidad) creada por Matt Groening y David X. Cohen, Presidente de los Estados Unidos de la Tierra.